# Đồng Xoài
Đồng Xoài là thành phố tỉnh lỵ cũ của tỉnh Bình Phước, vùng Đông Nam Bộ, Việt Nam.
Thành phố Đồng Xoài cách Thành phố Hồ Chí Minh khoảng 100 km về phía bắc. Đây là trung tâm chính trị, kinh tế, văn hóa và xã hội của tỉnh Bình Phước, có vị trí thuận lợi, nằm trên giao lộ giữa Quốc lộ 14 và Tỉnh lộ 741, nối liền với các tỉnh, thành như Thành phố Hồ Chí Minh, Đồng Nai... Hiện nay, toàn thành phố có hơn 20 dân tộc cùng sinh sống.

## Địa lý

### Vị trí địa lý
Thành phố Đồng Xoài nằm ở phía nam của tỉnh Bình Phước, có vị trí địa lý:
- Phía tây giáp thị xã Chơn Thành và huyện Phú Giáo, tỉnh Bình Dương
- Các phía còn lại giáp huyện Đồng Phú.

Đồng Xoài cách thành phố Hồ Chí Minh 101 km, cách cửa khẩu quốc tế Hoa Lư khoảng 90 km. Đồng Xoài có các đường giao thông quan trọng là quốc lộ 14, đường liên tỉnh DT741 (Tỉnh lộ 741) là những con đường huyết mạch nối liền Tây Nguyên với Thành phố Hồ Chí Minh và nước bạn Campuchia. Ngoài ra, trên địa bàn thành phố còn có đường Lê Quý Đôn (đường DT753) đi ra tỉnh Đồng Nai. Trong tương lai sẽ có tuyến đường sắt từ tỉnh Đắk Nông đi qua Đồng Xoài đến cảng Thị Vải tỉnh Bà Rịa – Vũng Tàu. Đó là những lợi thế của Đồng Xoài để tăng cường quan hệ hợp tác đầu tư phát triển kinh tế - xã hội trong tương lai.

### Địa hình
Nằm ở độ cao trung bình là 88,63 m, có thể xếp Đồng Xoài vào vùng cao nguyên chuyển tiếp với dạng địa hình đồi thấp dần từ Đông Bắc xuống Tây Nam với hai dạng địa hình chủ yếu. Dạng địa hình đồi thấp lượn sóng, phân bố hầu hết trên địa bàn thành phố, chủ yếu là đất đỏ phát triển trên đất đá bazan và đất xám phát triển trên phù sa cổ. Dạng địa hình bưng bàu thấp trũng, nằm xen kẽ với dạng địa hình đồi thấp lượn sóng, thổ nhưỡng thường gặp trên dạng địa hình này là đất dốc tụ, mùn dây...

### Khí hậu
Đồng Xoài chia làm hai mùa rõ rệt. Mùa mưa thường bắt đầu vào tháng 5 và kéo dài đến tháng 10. Mùa khô kéo dài từ tháng 10 năm trước đến hết tháng 4 năm sau. Lượng mưa trung bình hàng năm khoảng 2.598 ml rải đều trong các tháng. Vào những tháng cuối mùa mưa đầu mùa khô thời tiết thường se lạnh vào đêm. Mùa khô nhiệt độ ban ngày thường cao nhất cả nước, tuy nhiên nhiệt độ cao chỉ kéo dài trong khoảng một tháng rồi giảm dần. Nhìn chung, khí hậu Đồng Xoài nắng ấm quanh năm nhiệt độ trung bình khoảng 26,7 0 C, với nền nhiệt độ cao quanh năm, độ ẩm cao và nguồn ánh sáng dồi dào, rất thuận lợi cho phát triển cây công nghiệp ngắn và dài ngày. Khí hậu Đồng Xoài tương đối hiền hoà, ít thiên tai bão, lụt...

### Tài nguyên
Đồng Xoài có nguồn tài nguyên đất đai giàu có, với tổng diện tích tự nhiên là 168,48 km², trong đó, đất có chất lượng trung bình trở lên thích hợp cho sản xuất nông – lâm nghiệp là 40.627 ha, chiếm 27,59 % diện tích; đất có độ phì cao chiếm 11.894 ha, đất đỏ bazan chiếm 3.343 ha, đất kém chất lượng chỉ có 2.128 ha. Nhìn chung đất đai của Đồng Xoài có tầng phong hoá khá dày, thích hợp với việc trồng các cây công nghiệp, nhất là cây cao su và cây điều. Trên địa bàn Đồng Xoài có 315 ha rừng trồng (xã Tân Thành có 270 ha; xã Tiến Hưng có 45ha), không có rừng tự nhiên.
Trong lòng đất Đồng Xoài có một số loại khoáng sản phi kim có trữ lượng lớn. Ở hai xã Tân Thành, Tiến Hưng và phường Tiến Thành có khoáng sản phún sỏi đỏ với trữ lượng khoảng 3,6 triệu m3; đá xây dựng có trữ lượng khoảng 40 triệu m3; Ở hai phường Tân Xuân và Tiến Thành có khoáng sản đất sét với trữ lượng 8 triệu m3...Các loại khoáng sản là nguồn cung cấp nguyên vật liệu cho ngành công nghiệp xây dựng phát triển.
Tài nguyên nước Đồng Xoài gồm nước ngầm và nước mặt. Nước ngầm tập trung ở khu vực phía Nam thành phố, nguồn nước ngầm có 03 tầng trữ nước với chất lượng tốt. Độ sâu trung bình của nguồn nước ngầm từ 60–100 m. Lưu lượng nước ngầm từ 5-9 lít/giây, ở vùng trũng có thể từ 9-12 lít/giây. Nguồn nước mặt trên địa bàn Thành phố có diện tích khoảng 101,35 ha các sông, hồ, đập lớn như: Sông Bé chạy theo ranh giới phía Tây thành phố khoảng 10–12 km; Suối Rạt chạy theo ranh giới phía Đông Nam thành phố; Suối Cam, Suối Sông Rinh, Suối Sam Bring, Suối Dríp, hồ Tà Môn (Tân Thành), Đập Phước Hòa (xã Tiến Hưng)... là nguồn nước chủ yếu để phục vụ nông nghiệp, công nghiệp, sinh hoạt.

## Hành chính
Thành phố Đồng Xoài có 8 đơn vị hành chính trực thuộc, bao gồm 6 phường: Tân Bình, Tân Đồng, Tân Phú, Tân Thiện, Tân Xuân, Tiến Thành và 2 xã: Tân Thành, Tiến Hưng.
| Diện tích (km²)                           | 9,59   | 5,22   | 3,58   | 10,06  | 7,88   | 25,71  | 50,05  | 55,61  |
| Dân số 2014(người)                        | 22.156 | 12.570 | 10.844 | 15.042 | 10.999 | 13.841 | 14.476 | 13.359 |
| Mật độ dân số (người/km²)                 | 2.310  | 2.408  | 3.040  | 1.495  | 1.395  | 538    | 289    | 240    |
| Nguồn: niên giám thống kê tỉnh Bình Phước |        |        |        |        |        |        |        |        |

## Lịch sử
Trước năm 1975, Đồng Xoài là quận lỵ quận Đôn Luân, tỉnh Phước Long, được thành lập ngày 24 tháng 7 năm 1961 và tồn tại đến năm 1975.
Sau năm 1975, quận Đôn Luân đổi thành huyện Đồng Xoài.
Tháng 2 năm 1976, khi 3 tỉnh: Bình Dương, Bình Long và Phước Long sáp nhập thành tỉnh Sông Bé thì huyện Đồng Xoài thuộc tỉnh Sông Bé.
Ngày 11 tháng 3 năm 1977, huyện Đồng Xoài và huyện Phú Giáo được sáp nhập thành huyện Đồng Phú với huyện lỵ là xã Đồng Xoài.
Ngày 1 tháng 8 năm 1994, chia xã Đồng Xoài thành 2 đơn vị hành chính: thị trấn Đồng Xoài và xã Đồng Tâm.
Ngày 6 tháng 11 năm 1996, tỉnh Sông Bé tách được chia tách thành 2 tỉnh Bình Phước và Bình Dương, huyện Đồng Phú thuộc tỉnh Bình Phước và lúc này tỉnh lỵ của tỉnh Bình Phước đặt tại thị trấn Đồng Xoài.
Ngày 1 tháng 9 năm 1999, Chính Phủ ban hành Nghị định số 90/1999/NĐ-CP (đi vào hoạt động từ ngày 1 tháng 1 năm 2000).Theo đó:
- thành lập thị xã Đồng Xoài (thị xã tỉnh lỵ của tỉnh Bình Phước) trên cơ sở toàn bộ diện tích và dân số của thị trấn Đồng Xoài; 8.028 ha diện tích tự nhiên và 10.816 nhân khẩu của xã Tân Thành; 689 ha diện tích tự nhiên và 2.387 nhân khẩu của xã Tân Phước; 120 ha diện tích tự nhiên và 394 nhân khẩu của xã Thuận Lợi và 5.200 ha diện tích tự nhiên và 7.361 nhân khẩu của xã Tân Hưng thuộc huyện Đồng Phú.
- Thành lập các phường và xã thuộc thị xã Đồng Xoài như sau:
  - Thành lập phường Tân Đồng trên cơ sở 745 ha diện tích tự nhiên và 4.823 nhân khẩu.
  - Thành lập phường Tân Xuân trên cơ sở 1.469 ha diện tích tự nhiên và 12.311 nhân khẩu.
  - Thành lập phường Tân Bình trên cơ sở 552 ha diện tích tự nhiên và 7.884 nhân khẩu.
  - Thành lập phường Tân Phú trên cơ sở 843 ha diện tích tự nhiên và 7.169 nhân khẩu.
  - Thành lập xã Tiến Thành trên cơ sở 2.420 ha diện tích tự nhiên và 2.820 nhân khẩu.
  - Thành lập xã Tân Thành trên cơ sở 5.728 ha diện tích tự nhiên và 8.390 nhân khẩu.
  - Thành lập xã Tiến Hưng trên cơ sở 5.200 ha diện tích tự nhiên và 7.361 nhân khẩu.

Thị xã Đồng Xoài có 16.957 ha diện tích tự nhiên và 50.758 nhân khẩu, gồm 7 đơn vị hành chính cấp xã là 4 phường: Tân Đồng, Tân Xuân, Tân Bình, Tân Phú và các xã Tiến Thành, Tân Thành, Tiến Hưng.
Ngày 28 tháng 3 năm 2007, thành lập phường Tân Thiện trên cơ sở điều chỉnh 360 ha diện tích tự nhiên và 8.664 người của phường Tân Xuân.
Như vậy, Thị xã Đồng Xoài có 8 đơn vị hành chính cấp xã, bao gồm 5 phường: Tân Xuân, Tân Thiện, Tân Bình, Tân Phú, Tân Đồng và 3 xã: Tiến Thành, Tiến Hưng, Tân Thành.
Ngày 25 tháng 11 năm 2014, Bộ Xây dựng ban hành Quyết định số 1388/QĐ-BXD công nhận thị xã Đồng Xoài là đô thị loại III trực thuộc tỉnh Bình Phước.
Ngày 16 tháng 10 năm 2018, Ủy ban Thường vụ Quốc hội ban hành Nghị quyết 587/NQ-UBTVQH14 (nghị quyết có hiệu lực từ ngày 1 tháng 12 năm 2018). Theo đó:
- Thành lập phường Tiến Thành trên cơ sở toàn bộ 25,61 km² diện tích tự nhiên và 11.909 người của xã Tiến Thành;
- Thành lập thành phố Đồng Xoài trên cơ sở toàn bộ 167,32 km² diện tích tự nhiên và 150.052 người của thị xã Đồng Xoài.

Sau khi thành lập, thành phố Đồng Xoài có 8 đơn vị hành chính, gồm 6 phường và 2 xã trực thuộc như hiện nay.

## Kinh tế - xã hội
Đồng Xoài là vùng đất giàu truyền thống cách mạng, địa danh Đồng Xoài đã đi vào lịch sử với mốc son chói lọi "Đồng Xoài rực lửa chiến công" (09/6/1965) là biểu hiện tinh thần anh dũng, ý chí quyết thắng của nhân dân Đồng Xoài nói riêng và miền Đông Nam Bộ nói chung.

### Kinh tế

Một tuyến đường chính của Thành phố Đồng Xoài

Thành phố Đồng Xoài là trung tâm tỉnh Bình Phước, là vùng có mật độ dân cư đông đúc, tốc độ đô thị hóa cao, được xác định là một trong những vùng để tạo động lực phát triển kinh tế - xã hội chung của tỉnh Bình Phước. Với định hướng tập trung phát triển thương mại- dịch vụ và công nghiệp - du lịch, ... Kết cấu cơ sở hạ tầng đang trên đà xây dựng và phát triển là điều kiện thuận lợi để Đồng Xoài có thể thực hiện có hiệu quả các chương trình kinh tế - xã hội và đẩy nhanh tốc độ đô thị hóa.
Mạng lưới giao thông phát triển khá mạnh, hệ thống đường đô thị được nâng cấp và làm mới khá nhiều. Hiện trên địa bàn thành phố hình thành 02 tuyến giao thông vuông góc với nhau là quốc lộ 14 và đường tỉnh DT741 đã hoàn thiện với quy mô 4-6 làn xe, mặt đường bê tông nhựa, lộ giới 42–52 m. Một số đường trục chính của các phường xã đã được hình thành với chiều rộng mặt đường 9–20 m. Mạng lưới đường bộ có đường nhựa tới tất cả các xã-phường. Tổng chiều dài hệ thống đường bộ toàn thành phố khoảng 210,42 km, trong đó đường quốc lộ 17,7 km (chiếm 8.4%), đường tỉnh 12.84 km (chiếm 6.1%) và đường do địa phương quản lý 179,88 km (chiếm 85,5%).
Mạng lưới cấp, thoát nước, vệ sinh môi trường đang từng bước được đầu tư xây dựng. Hệ thống nước sạch thành phố do công ty cấp thoát nước tỉnh quản lý gồm 01 nhà máy nước với công suất 4.800 m3/ngày.đêm; 01 đài cấp nước dung tích 300 m3 tại phường Tân Phú và hệ thống đường ống chuyển tải và phân phối 10.000 m3/ ngày.đêm tại 6 phường. Hệ thống thoát nước trên toàn thành phố dùng chung cho cả nước thải sinh hoạt và nước mưa tại khu vực nội ô có khoảng 15 km, trong đó dọc theo đường Phú Riềng Đỏ 04 km, đường Hùng Vương 01 km, đường Trần Hưng Đạo 01 km, khu trung tâm hành chính tỉnh khoảng 05 km. Hàng ngày, tại thành phố lượng rác thải sinh hoạt khoảng 45-50 tấn/ngày-đêm, những ngày lễ và những ngày trong mùa trái cây lượng rác tăng thêm 20-30%. Lượng rác hàng ngày được xí nghiệp công trình công cộng thu gom, vận chuyển tới bãi rác và xử lý.
Nằm trong vùng kinh tế trọng điểm phía Nam, là trung tâm của tỉnh Bình Phước, có mật độ dân cư đông đúc, có tốc độ đô thị hóa cao và được xác định là một trong những vùng tạo động lực phát triển kinh tế - xã hội chung của tỉnh Bình Phước. Với định hướng tập trung phát triển thương mại- dịch vụ, công nghiệp - du lịch gắn liền với các trục giao thông quan trọng: đường Hồ Chí Minh, quốc lộ 14, đường DT741.... Đồng Xoài đã được Thủ tướng Chính phủ phê duyệt quy hoạch chi tiết dự án khu công nghiệp Đồng Xoài ở phía Nam và Tây Bắc thành phố gồm: Khu công nghiệp Đồng Xoài 1 xã Tân Thành; khu công nghiệp Đồng Xoài 2 xã Tiến Thành và khu công nghiệp Đồng Xoài 3, 4 xã Tiến Hưng với tổng diện tích 505 ha. Hiện khu công nghiệp Đồng Xoài 1, 2 đã có 7 dự án đi vào hoạt động với tổng vốn đầu tư trong nước 348,5 tỷ đồng và 12,1 triệu USD vốn đầu tư nước ngoài. Các dự án đã tạo việc làm cho 860 lao động. Khu công nghiệp Đồng Xoài 3, 4 đang triển khai thu hút đầu tư và hoàn chỉnh đầu tư cơ sở hạ tầng.

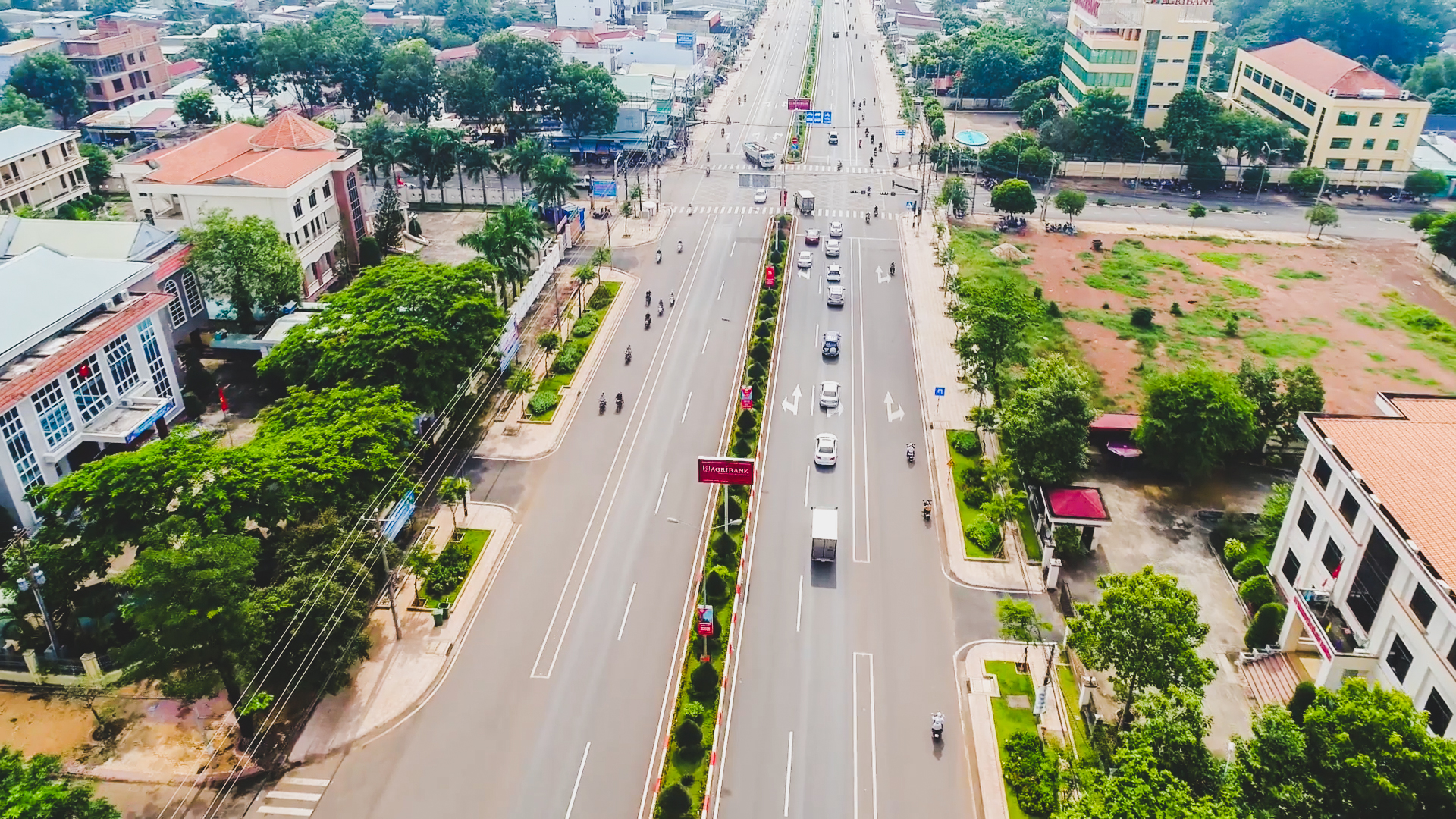
Quốc lộ 14 đoạn qua Thành phố Đồng Xoài

Trên lĩnh vực thương mại dịch vụ tiếp tục được mở rộng, thu hút sự tham gia của nhiều thành phần kinh tế trong và ngoài tỉnh, đặc biệt khu Trung tâm thương mại thành phố Đồng Xoài có diện tích trên 40.000m2 được xây dựng và đi vào hoạt động đã đáp ứng nhu cầu giao dịch, mua bán hàng hóa trên địa bàn tỉnh, thị xã và tạo điều kiện cho hoạt động dịch vụ tăng trưởng và cải thiện mỹ quan đô thị. Những năm gần đây, số lượng các cơ sở sản xuất kinh doanh thương mại đều tăng, doanh số bán lẻ trên thị trường đạt tốc độ tăng bình quân khá ấn tượng. Số lượng các cơ sở sản xuất kinh doanh thương mại hiện là 3.700 cơ sở; tốc độ doanh số mỗi năm tăng từ 20%-22%.
Nằm trong khu vực có nhiều sông suối, hồ đập, quần thể thực vật khá phong phú do đó cảnh quan thiên nhiên của Đồng Xoài tương đối đa dạng tạo điều kiện thuận lợi cho việc hình thành các khu vực có khả năng phát triển du lịch sinh thái. Mặc dù hiện nay Đồng Xoài không có các điểm du lịch và các điểm di tích lịch sử nhưng với vị trí địa lý gần các điểm du lịch sinh thái như hồ Suối Lam, hồ Thác Mơ, vườn quốc gia Cát Tiên,... các điểm di tích lịch sử như: Phú Riềng đỏ, kho xăng dầu Lộc Hòa, Lộc Quang, nhà tù núi Bà Rá...Với hệ thống giao thông khá thuận lợi, Đồng Xoài là một điểm dừng chân lý tưởng trong tuyến du lịch vùng Đông Nam Bộ và Tây Nguyên.
Đồng Xoài có nguồn nhân lực rất dồi dào, giá ngày công lao động thấp. Trong tổng số khoảng 85.000 ngàn người có khoảng 54,31% dân số trong độ tuổi lao động. Trong đó, số người lao động ở khu vực nông –lâm –thủy sản chiếm tỷ trọng lớn (khoảng 54,3%), tiếp đến là lao động ở khu vực dịch vụ chiếm 36,7%, khu vực công nghiệp -xây dựng chiếm tỷ trọng khoảng 9%.
Về chất lượng nguồn nhân lực: lực lượng lao động của thành phố chủ yếu là lao động giản đơn, chưa qua đào tạo nhưng trong thời gian tới số lượng lao động có tay nghề cao, lao động có kỹ thuật sẽ có xu hướng tăng vì thành phố đang đẩy mạnh việc đào tạo nguồn nhân lực để đáp ứng yêu cầu của thời kỳ công nghiệp hóa - hiện đại hóa.

### Dân cư

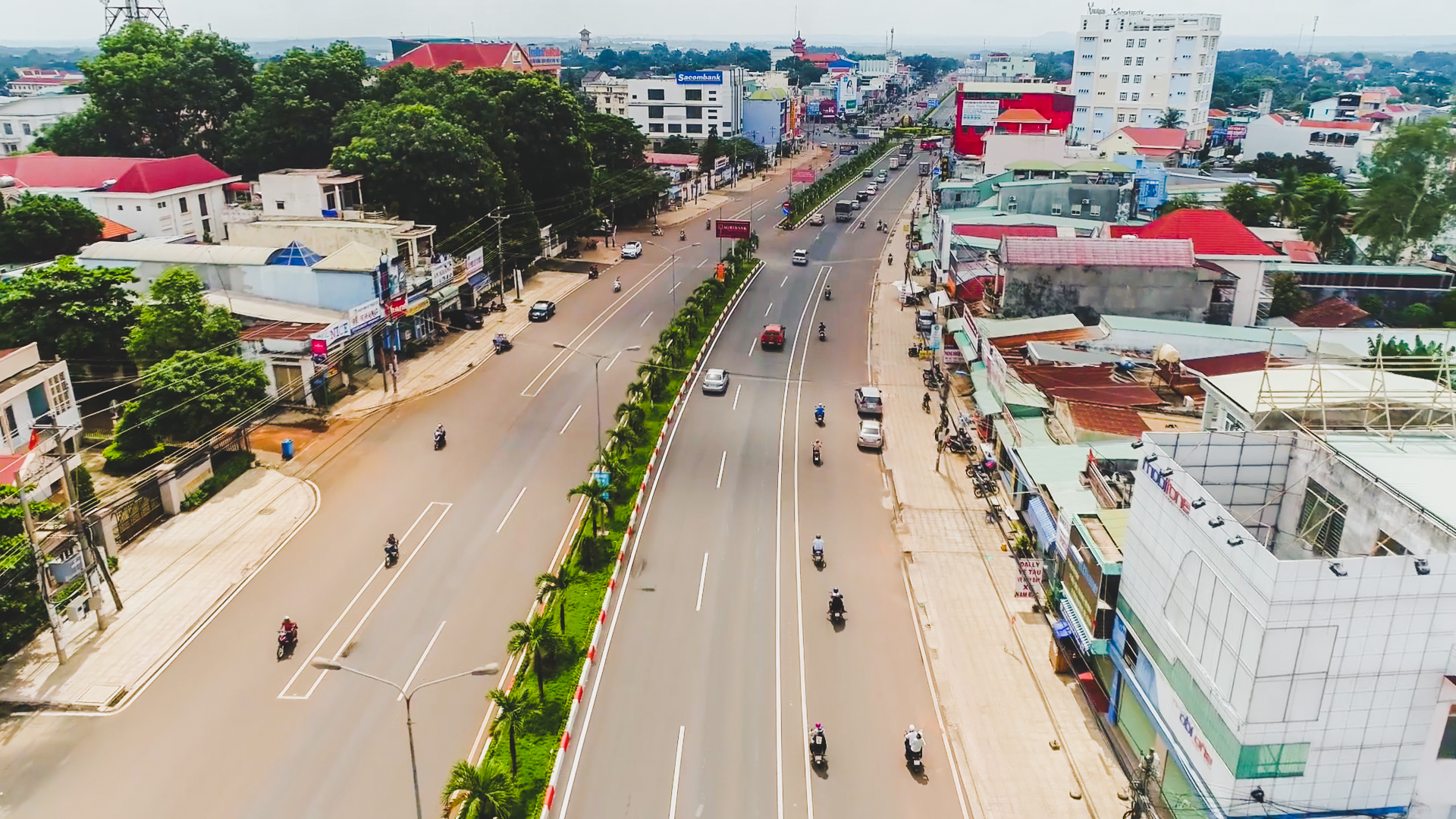
Quốc lộ 14

Sau ngày giải phóng (26/12/1974), dân số của Đồng Xoài mới chỉ có 4.370 người sống tập trung ở một số khu vực; người X'Tiêng sống ở khu vực xã Đồng Tâm; người Khmer sống ở khu vực xã Tân Phước và người Kinh sống ở khu vực xã Tân Phú, Đồng Tiến và Thuận Lợi.
Thực hiện chủ trương của Đảng về việc phân bổ dân cư, thành lập vùng kinh tế mới, trong 02 năm 1975-1976 huyện Đồng Xoài tiếp nhận 6 đợt dân từ thành phố Hồ Chí Minh với 25.000 người đi xây dựng kinh tế mới. Khi tiếp nhận dân cư, huyện bố trí sống dọc theo hai trục lộ đường quốc lộ 14 và đường số 2 (nay là đường ĐT.741) để thành lập các xã kinh tế mới là: xã Tân Hưng, Tân Lợi, Tân Hòa, Tân Lập và Tân Thành.
Đầu năm 1978, huyện Đồng Phú tiếp nhận 823 người dân huyện Thái Thụy - tỉnh Thái Bình đi xây dựng kinh tế mới. Huyện đã phân bổ số dân cư này thành lập 02 hợp tác xã Thái Nguyên, Thái Thọ. Đến tháng 3/1978, Đồng Phú lại tiếp nhận thêm 50 hộ với 300 người dân huyện Thái Thụy - tỉnh Thái Bình đi xây dựng kinh tế mới, huyện tổ chức để số dân cư này sống xen kẽ tại xã Tân Hưng.
Ngoài việc tiếp nhận dân cư đi xây dựng kinh tế mới theo chủ trương của Đảng, trong thời gian cuối năm 1976- đầu năm 1977 huyện Đồng Phú còn tiếp nhận thêm 5.588 người dân tự di chuyển từ các nơi khác trong cả nước đến sinh sống trên địa bàn (trong đó có các xã thuộc khu vực Đồng Xoài ngày nay).
Theo thời gian, dân cư từ các nơi đến lập nghiệp ở Đồng Xoài ngày càng trở nên đông đúc, trong số đó có cả người dân tộc thiểu số miền núi phía Bắc di dân tự do đến Đồng Xoài - Bình Phước đã làm cho số lượng các thành phần dân tộc ở Đồng Xoài tăng lên rõ rệt và tạo nên sự phong phú, đa dạng trong sinh hoạt văn hóa của cộng đồng các dân tộc Việt Nam ở Đồng Xoài.
Từ chỗ dân số Đồng Xoài chỉ có hơn 4.000 người khi mới giải phóng nhưng đến nay dân số của thành phố đã trên 82.000 người, mật độ trung bình 485 người/km², cao nhất trong toàn tỉnh. Hiện ở Đồng Xoài có 20 dân tộc thiểu số cùng sinh sống, bao gồm: Khmer, Tày, Nùng, X'Tiêng, Mường, Thái, Dao, Sán Chay, M'Nông, Giarai, H'mông, Chơro, Giáy, Cơlao, Dao... Các dân tộc thiểu số sống đan xen với nhau, với người Kinh trong tất cả các xã, phường của thành phố.
Trên địa bàn Đồng Xoài có 03 tôn giáo lớn là Phật giáo, Công giáo, Tin lành với 10.003 tín đồ, chiếm 12,24% tổng dân số. Trong đó, Phật giáo 4.877 tín đồ (chiếm 6,2% dân số), Công giáo 4.704 tín đồ (chiếm 5,98% dân số), Tin lành 350 tín đồ (chiếm 0,44% dân số), các tôn giáo khác 72 tín đồ. Các tín đồ hiện đang sinh hoạt tại 02 giáo xứ (Đồng Xoài, Tiến Hưng), 01 giáo họ (Tân Thành), 02 chùa (Quang Minh; Thanh Quang), 05 điểm nhóm đạo Tin lành và ở một vài điểm thờ tự khác như: Tịnh thất Vạn Phát (Tân Xuân), Tịnh xá Hoàng Mai (Tân Thành), cơ sở thờ tự Đức thánh Trần Hưng Đạo (Tân Phú)... Phần lớn các tôn giáo hoạt động trước năm 1975.
Hiện nay thành phố đang triển khai xây dựng khu đô thị Cát Tường - Phú Hưng nằm trên địa bàn xã Tiến Hưng.

### Giáo dục
Các trường Cao đẳng, trung cấp trên địa bàn thành phố.
| TT | Tên trường                                   | Chuyên ngành      | Năm thành lập | Loại hình | Trực thuộc                           | Website                                                                               |
| -- | -------------------------------------------- | ----------------- | ------------- | --------- | ------------------------------------ | ------------------------------------------------------------------------------------- |
| 1  | Trường Cao đẳng Sư phạm Bình Phước           | Sư phạm           | 1997          | Công lập  | Ủy ban nhân dân Tỉnh Bình Phước      | http://www.cdspbinhphuoc.edu.vn/ Lưu trữ ngày 25 tháng 6 năm 2017 tại Wayback Machine |
| 2  | Trường Cao đẳng Công nghiệp Cao su           | Cao su            | 1978          | Công lập  | Tập đoàn Công nghiệp Cao su Việt Nam | http://www.ric.edu.vn/3cms/ Lưu trữ ngày 17 tháng 7 năm 2015 tại Wayback Machine      |
| 3  | Trường Cao đẳng Y tế Bình Phước              | Y tế              | 1998          | Công lập  | Sở Y tế Bình Phước                   | http://truongytebinhphuoc.net/ Lưu trữ ngày 12 tháng 7 năm 2015 tại Wayback Machine   |
| 4  | Trường Trung cấp Kinh tế Kỹ thuật Bình Phước | Kinh tế, kỹ thuật | 2004          | Công lập  | Ủy ban nhân dân Tỉnh Bình Phước      | http://ktktbp.edu.vn/ Lưu trữ ngày 3 tháng 5 năm 2015 tại Wayback Machine             |

## Y tế
Một số bệnh viện đa khoa tỉnh đóng trên địa bàn thành phố Đồng Xoài như:
• Bệnh viện Đa Khoa tỉnh Bình Phước
• Bệnh viện Quân Y 16
• Bệnh viện Y Học Cổ Truyền tỉnh Bình Phước
• Bệnh viện Đa khoa Thành Phố Đồng Xoài
• Bệnh viện Hoàn Mỹ Bình Phước

## Giao thông

### Đường chính
• QL14 đi qua các phường xã ( Tân Phú, Tân Thiện, Tân Bình, Tân Đồng và xã Tân Thành )
• ĐT741 đi qua các phường ( Tân Phú, Tân Đồng, Tân Xuân, Tân Thiện, Tiến Hưng, )
• ĐT753 đi qua phường ( Tân Bình, Tân Thiện )

### Đường địa phương
• Phường Tân Phú: Hồ Xuân Hương, Hồ Huấn Nghiệp, Cách Mạng Tháng Tám, Phú Riềng Đỏ, Đặng Thai Mai, Hàm Nghi, Trường Chinh, Bùi Thị Xuân, Đoàn Thị Điểm, Diên Hồng, Bạch Đằng, Phan Vân Đạt, Trần Văn Trà, Hoàng Vân Thái, Nguyễn Chí Thanh, Nguyễn Thị Định, Huỳnh Văn Nghệ, Nguyễn Bình, Hoàng Văn Thái, Bùi Hữu Nghĩa, 6 tháng 1, Nguyễn Thị Minh Khai, Ngô Gia Tự, Trần Hưng Đạo, Triệu Quang Phục, Phạm Đình Hổ, Nguyễn Bỉnh Kiêm, Nguyễn Xí, Nguyễn Gia Thiều, Lê Hồng Phong, Hoàng Văn Thụ, Nguyễn Thái Học, Hà Huy Tập, Lương Văn Can, Phạm Công Trứ, Chu Văn An, Hàn Thuyên, Tô Ngọc Vân, Phan Huy Ít, Trần Hưng Đạo, Lê Anh Xuân, Cao Xuân Huy, Đồng Khởi, Nguyễn Văn Cừ, Nguyễn Văn Linh...
• Phường Tân Bình: Trần Quốc Toản, Phạm Ngọc Thảo, Điểu Ông, Lê Thị Hồng Gấm, Nguyễn Lương Bằng, Lê Duẩn, Nguyễn Công Hoan, Nguyễn Duy, Hùng Vương, Võ Văn Tần, An Dương Vương, Trường Chinh, Lương Thế Vinh, Phan Bội Châu, Đặng Trần Côn, Ngô Đức Kế...
• Phường Tân Thiện: Nguyễn Đình Chiểu, Ngô Quyền, Nguyễn Huệ, Lê Quý Đôn, Thủy Doanh, Trần Quang Khải, Đinh Bộ Lĩnh, Hoàng Hoa Thám..
• Phường Tân Xuân: Phạm Ngũ Lão, Đông Á, Ông Thanh, Nguyễn Trãi, Lê Quý Đôn.
• Phường Tân Đồng: Lê Lai, Lê Lợi, Lý Thường Kiệt, Nguyễn Khuyến, Lê Văn Sỹ, Lý Thường Kiệt.
• Phường Tiến Thành: Trần Huy Liệu, Trần Hữu Độ, Phạm Ngọc Thạch, Hãi Thượng Lãng Ông, Nam Cao.